# 3193 Elliot
A 3193 Elliot (ideiglenes jelöléssel 1982 DJ) a Naprendszer kisbolygóövében található aszteroida. Edward L. G. Bowell fedezte fel 1982. február 20-án.